# Secundaire kleur
Secundaire kleuren zijn kleuren die door menging van twee van de drie primaire kleuren worden verkregen. Wanneer men de drie primaire kleuren met elkaar mengt verkrijgt men tertiaire kleuren.
De drie primaire kleuren zijn echter verschillend in de schilderkunst, lichttechniek en kleurendruk.

## Secundaire kleuren in de lichttechniek
In de lichttechniek past men een wetenschappelijk systeem van additieve kleurmenging toe. De primaire kleuren zijn daarbij rood, groen en blauw. De secundaire kleuren worden gevormd uit lichtmenging van deze:
magenta uit blauw en rood licht
geel uit rood en groen licht
cyaan uit groen en blauw licht
| Rood + Blauw = Magenta |
| Rood + Groen = Geel    |
| Groen + Blauw = Cyaan  |

## Secundaire kleuren in de kleurendruk
In de kleurendruk past men ook dit wetenschappelijke systeem toe — anders zou het onmogelijk zijn afbeeldingen in waarheidsgetrouwe kleuren weer te geven — maar nu bij een subtractieve kleurmenging en de primaire kleuren zijn daar dan ook de subtractieve hoofdkleuren magenta, cyaan en geel. De secundaire kleuren worden dan gevormd uit de menging van deze:
rood uit magenta en geel
groen uit geel en cyaan
blauw uit magenta en cyaan
| Wit - Magenta - Geel = Rood   |
| Wit - Cyaan - Geel = Groen    |
| Wit - Cyaan - Magenta = Blauw |
Dit systeem is dus het spiegelbeeld van het voorgaande. Men moet er echter op bedacht zijn dat door beperkingen in de beeldschermtechniek de monitor het blauw te cyaan weergeeft: de correcte kleur is violetter. Het groen is daarentegen weer veel te geel.

## Secundaire kleuren in de schilderkunst
De schilderkunst maakt gebruik van verf en ook hiervoor geldt het wetenschappelijke systeem. Wil men bij de verfmenging dus de gewenste resultaten bereiken zal men hetzelfde systeem moeten toepassen als bij de kleurendruk. Lang voordat deze wetenschappelijke kennis beschikbaar kwam, werden er echter al in de schildertraditie verfmengingsvoorschriften gevormd. Deze zijn later vastgelegd in een niet-wetenschappelijke kleurenleer, die op veel academies nog steeds onderwezen wordt en via het tekenonderwijs op scholen ook bredere ingang heeft gevonden bij het grote publiek. In deze, wetenschappelijk gezien onjuiste, leer zijn de traditionele primaire kleuren: rood, geel en blauw.
Na menging ontstaan dan zogenaamd de secundaire kleuren groen, oranje en violet, waarvan dus alleen groen zonder meer een echte secundaire hoofdkleur is en violet alleen als we daar de exacte uiterste spectrale kleur mee aanduiden — die echter overeenkomt met het "blauw" van het wetenschappelijke systeem.
| Oranje ontstaat uit menging van rood en geel            |
| Groen ontstaat zogenaamd uit menging van geel en blauw  |
| Violet ontstaat zogenaamd uit menging van blauw en rood |
De toepassing van deze leer maakt het vaak onmogelijk juiste resultaten te bereiken: hoewel een verzadigd oranje inderdaad gevormd kan worden door een menging van rood en geel, zal een menging van rood en blauw géén verzadigd paars opleveren en een menging van blauw en geel géén verzadigd groen. In de praktijk wordt dit opgelost door de begrippen "blauw" en "rood" zo vaag te houden dat ze ook magenta en cyaan pigmenten omvatten.
Hoewel er drie secundaire hoofdkleuren zijn (althans bij een wezen met drie typen kleurreceptoren, zoals de mens) bestaan de secundaire kleursectoren van de kleurencirkel uit oneindig veel tinten. Door naar verhouding meer of minder van elk tweetal primaire kleuren toe te voegen wordt er een andere tint verkregen. Zo kan het groen meer naar het geel neigen (geelgroen) als er meer geel wordt toegevoegd, en meer naar het cyaan als er meer cyaan wordt toegevoegd.
primaire kleur · secundaire kleur · tertiaire kleur · complementaire kleur · kleurencirkel · partitieve kleurmenging · kleurcontrast · kleurtemperatuur

kleurcodering · kleurruimte · CIELAB · CMYK · HSL/HLS · HSV/HSB · HTML-kleuren · NCS · Pantone PMS · RAL · RGB · YIQ · YUV · YPbPr